# Città Ducale

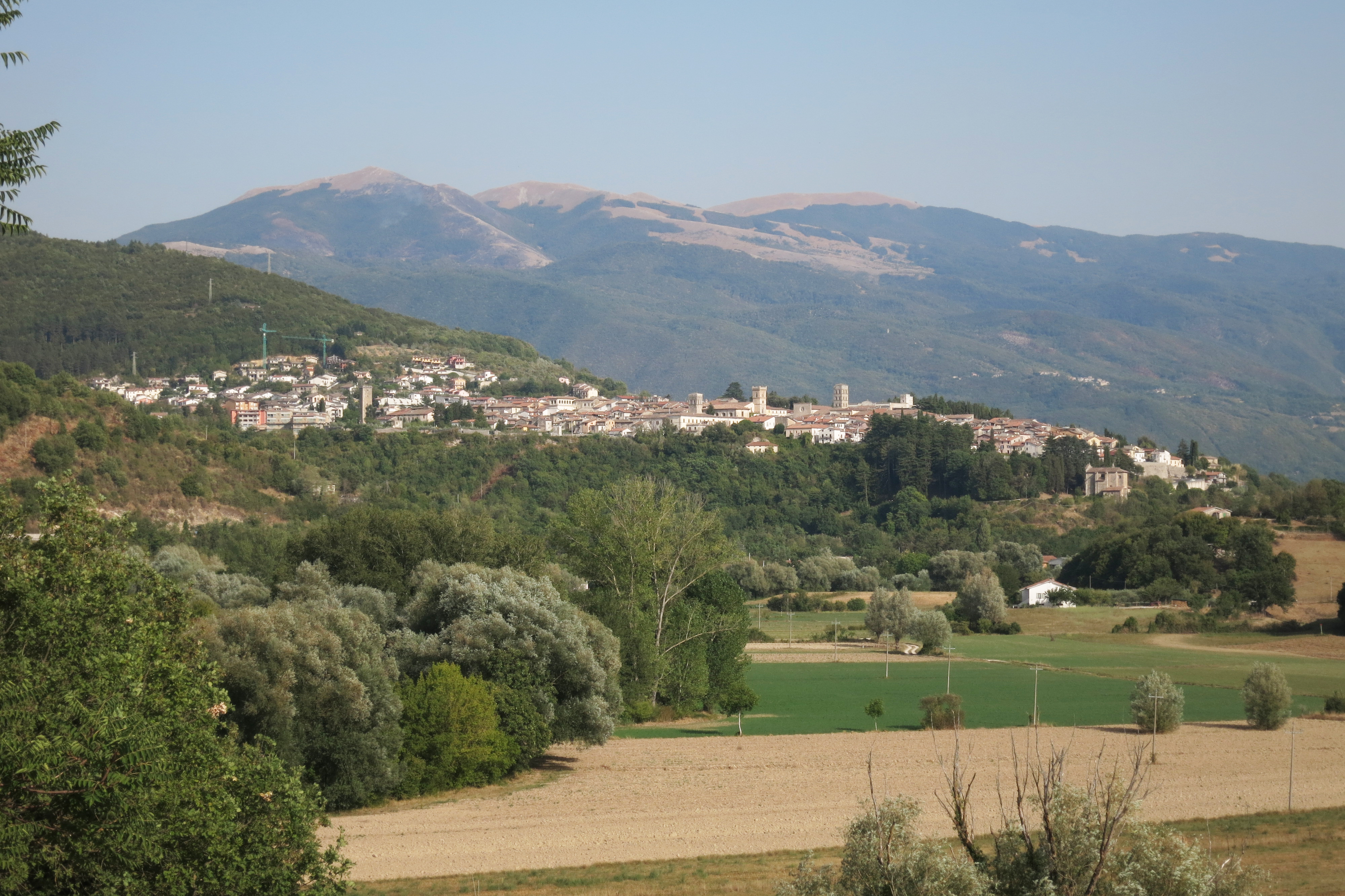
Panorama współczesnego miasta Cittaducale

Città Ducale (łac. Dioecesis Civitatis Ducalis) – stolica historycznej diecezji w Italii erygowanej w roku 1502, a włączonej w roku 1818 w skład diecezji L’Aquila.
Współczesne miasto Cittaducale w prowincji Rieti we Włoszech. Obecnie katolickie biskupstwo tytularne ustanowione w 1968 przez papieża Pawła VI.

## Biskupi tytularni
| Lp. | Biskup                    | Funkcja                            | Od               | Do                |
| --- | ------------------------- | ---------------------------------- | ---------------- | ----------------- |
| 1   | Manuel Salazar y Espinoza | biskup pomocniczy León (Nikaragua) | 14 kwietnia 1969 | 30 stycznia 1973  |
| 2   | Francesco Maria Franzi    | biskup pomocniczy Novary (Włochy)  | 5 marca 1973     | 10 grudnia 1996   |
| 3   | Marco Dino Brogi          | nuncjusz apostolski                | 13 grudnia 1997  | 29 listopada 2020 |
| 4   | Mark Miles                | nuncjusz apostolski                | 5 lutego 2021    |                   |